# WLAF 1991
Die World League of American Football 1991 war die erste Spielzeit der World League of American Football (WLAF, später NFL Europe). Die World League wurde von der US-amerikanischen National Football League (NFL) gegründet und finanziell unterstützt. Die NFL wollte zum einen Farmteams für Nachwuchsspieler aufstellen, die traditionell Football-freie Zeit im Frühjahr selber besetzen anstatt Konkurrenten zu überlassen, und zum anderen Märkte außerhalb der USA erschließen. So spielten in der World League neben sechs US-Teams auch eine in Kanada und drei in Europa stationierte Mannschaften, allerdings mit ausschließlich US-Spielern, dazu einige Einheimische. 
Das World Bowl '91 genannte Finale gewannen die London Monarchs nach fast ungeschlagener Saison im heimischen Wembley-Stadion gegen die Barcelona Dragons. Die europäischen Teams hatten klar über die in Nordamerika dominiert und Frankfurt Galaxy wies mit 7-3 die drittbeste Bilanz auf, es zogen jedoch zwei US-Teams mit 5-5 Bilanzen als Divisionssieger in die Halbfinale ein und verloren diese in heimischen Stadien.

## Teilnehmer und Modus
Die zehn Mannschaften waren in drei Divisionen eingeteilt: Die European Division mit drei europäischen Mannschaften, die North American East Division mit drei Teams von der Ostküste der USA plus dem einzigen kanadischen Vertreter, sowie die North American West Division mit drei weiteren Mannschaften aus dem Süden und Westen der USA. Der Spielplan sah zehn Begegnungen vor, mindestens ein Mal gegen jede der neun anderen Mannschaften, zusätzlich ein weiteres Spiel. Der Doppelgegner war unabhängig von der Divisionseinteilung, es wurden nicht zu Verringerung von Reisekosten und Zeitunterschieden sowie zur Bildung von „Lokalrivalen“ möglichst geringe Entfernungen gewählt, sondern möglichst interkontinental bzw. transkontinental gespielt. 
Bei der Doppelpaarung mit den entlegensten WLAF-Spielstätten, „Westpol“ Sacramento gegen „Ostpol“ Frankfurt, gewannen erstaunlicherweise jeweils die insgesamt deutlich schlechteren Kalifornier die nur einen weiteren Erfolg erzielten während Frankfurt ansonsten nur im Eröffnungsspiel dem späteren Meister London unterlegen war und am Saisonende als zweitbestes Team der Liga galt. Auch die weiteren Paarungen waren einseitig: London besiegte zweimal die Knights, ebenso wie Montreal Birmingham doppelt schlug, und Orlando durfte im Ostküstenderby zweimal dafür sorgen, dass die Skyhawks sieglos blieben. Nur von Barcelona und San Antonio wurden jeweils Heimsiege erzielt. Somit hatten die Europa-Teams sich untereinander je einmal geschlagen, auch gegen ihre Nordamerika-Doppelgegner eine ausgeglichene Gesamtbilanz von 3-3 erzielt, aber gegen die transatlantischen Einmalgegner alles gewonnen und mit 18-0 eine weiße Weste behalten. 
Für die Play-offs qualifizierten sich die Sieger der drei Divisionen sowie der beste Zweitplatzierte. Es kam zum rein europäischen Weltfinale.
| Land                   | Team                        | Division | Spielort                 | Head Coach       |
| ---------------------- | --------------------------- | -------- | ------------------------ | ---------------- |
| Vereinigtes Konigreich | London Monarchs             | European | Wembley-Stadion          | Larry Kennan     |
| Spanien                | Barcelona Dragons           | European | Olympiastadion Barcelona | Jack Bicknell    |
| Deutschland            | Frankfurt Galaxy            | European | Waldstadion              | Jack Elway       |
| Vereinigte Staaten     | New York/New Jersey Knights | NA East  | Giants Stadium           | Mouse Davis      |
| Vereinigte Staaten     | Orlando Thunder             | NA East  | Florida Citrus Bowl      | Don Matthews     |
| Kanada                 | Montreal Machine            | NA East  | Olympiastadion Montreal  | Jacques Dussault |
| Vereinigte Staaten     | Raleigh–Durham Skyhawks     | NA East  | Carter-Finley Stadium    | Roman Gabriel    |
| Vereinigte Staaten     | Birmingham Fire             | NA West  | Legion Field             | Chan Gailey      |
| Vereinigte Staaten     | San Antonio Riders          | NA West  | Alamo Stadium            | Mike Riley       |
| Vereinigte Staaten     | Sacramento Surge            | NA West  | Hughes Stadium           | Kay Stephenson   |

## Regular Season

### Übersicht
| ↓ Heim Auswärts →           | European Conference | European Conference | European Conference | North American East Conference | North American East Conference | North American East Conference | North American East Conference | North American West Conference | North American West Conference | North American West Conference |
| ↓ Heim Auswärts →           | BAR                 | FRA                 | LON                 | KNI                            | MON                            | ORL                            | RAL                            | BIR                            | SAC                            | SAN                            |
| --------------------------- | ------------------- | ------------------- | ------------------- | ------------------------------ | ------------------------------ | ------------------------------ | ------------------------------ | ------------------------------ | ------------------------------ | ------------------------------ |
| FC Barcelona Dragons        | •                   | 03:10               | •                   | 19:70                          | •                              | 33:13                          | •                              | 11:60                          | •                              | 17:70                          |
| Frankfurt Galaxy            | •                   | •                   | 11:24               | •                              | 17:70                          | •                              | 30:28                          | 10:30                          | 13:24                          | •                              |
| London Monarchs             | 17:20               | •                   | •                   | 22:18                          | 45:70                          | 35:12                          | 35:10                          | •                              | •                              | •                              |
| New York/New Jersey Knights | •                   | 16:27               | 07:22               | •                              | •                              | 42:60                          | •                              | •                              | 28:20                          | 38:90                          |
| Montreal Machine            | 10:34               | •                   | •                   | 00:44                          | •                              | 27:33                          | 15:60                          | 23:10                          | •                              | •                              |
| Orlando Thunder             | •                   | 14:17               | •                   | •                              | •                              | •                              | 58:20                          | 06:31                          | 45:33                          | 35:34                          |
| Raleigh–Durham Skyhawks     | 14:26               | •                   | •                   | 06:42                          | •                              | 14:20                          | •                              | 07:28                          | •                              | 15:37                          |
| Birmingham Fire             | •                   | •                   | 00:27               | 24:14                          | 05:20                          | •                              | •                              | •                              | 17:10                          | 16:12                          |
| Sacramento Surge            | 20:29               | 16:10               | 21:45               | •                              | 23:26                          | •                              | 09:30                          | •                              | •                              | •                              |
| San Antonio Riders          | 22:14               | 03:10               | 15:38               | •                              | 27:10                          | •                              | •                              | •                              | 10:30                          | •                              |

### Spiele
| Woche 1       | Woche 1  | Woche 1           | Woche 1 | Woche 1                     |
| Datum         | Div.     | Heimteam          | Erg.    | Auswärtsteam                |
| ------------- | -------- | ----------------- | ------- | --------------------------- |
| 23. März 1991 | European | Frankfurt Galaxy  | 11:24   | London Monarchs             |
| 23. März 1991 | IC       | Sacramento Surge  | 09:30   | Raleigh–Durham Skyhawks     |
| 23. März 1991 | IC       | Birmingham Fire   | 05:20   | Montreal Machine            |
| 24. März 1991 | IC       | Barcelona Dragons | 19:70   | New York/New Jersey Knights |
| 25. März 1991 | IC       | Orlando Thunder   | 35:34   | San Antonio Riders          |

| Woche 2       | Woche 2 | Woche 2            | Woche 2 | Woche 2                     |
| Datum         | Div.    | Heimteam           | Erg.    | Auswärtsteam                |
| ------------- | ------- | ------------------ | ------- | --------------------------- |
| 30. März 1991 | NA West | Birmingham Fire    | 17:10   | Sacramento Surge            |
| 30. März 1991 | NA East | Orlando Thunder    | 58:20   | Raleigh–Durham Skyhawks     |
| 31. März 1991 | IC      | London Monarchs    | 22:18   | New York/New Jersey Knights |
| 1. April 1991 | IC      | San Antonio Riders | 03:10   | Frankfurt Galaxy            |
| 1. April 1991 | IC      | Montreal Machine   | 10:34   | Barcelona Dragons           |

| Woche 3       | Woche 3 | Woche 3                     | Woche 3 | Woche 3           |
| Datum         | Div.    | Heimteam                    | Erg.    | Auswärtsteam      |
| ------------- | ------- | --------------------------- | ------- | ----------------- |
| 6. April 1991 | IC      | London Monarchs             | 35:12   | Orlando Thunder   |
| 6. April 1991 | IC      | Raleigh–Durham Skyhawks     | 14:26   | Barcelona Dragons |
| 6. April 1991 | IC      | New York/New Jersey Knights | 16:27   | Frankfurt Galaxy  |
| 7. April 1991 | NA West | San Antonio Riders          | 10:30   | Sacramento Surge  |
| 8. April 1991 | IC      | Montreal Machine            | 23:10   | Birmingham Fire   |

| Woche 4        | Woche 4 | Woche 4                 | Woche 4 | Woche 4                     |
| Datum          | Div.    | Heimteam                | Erg.    | Auswärtsteam                |
| -------------- | ------- | ----------------------- | ------- | --------------------------- |
| 13. April 1991 | IC      | Sacramento Surge        | 16:10   | Frankfurt Galaxy            |
| 13. April 1991 | NA East | Montreal Machine        | 00:44   | New York/New Jersey Knights |
| 14. April 1991 | IC      | Barcelona Dragons       | 33:13   | Orlando Thunder             |
| 15. April 1991 | IC      | Raleigh–Durham Skyhawks | 15:37   | San Antonio Riders          |
| 15. April 1991 | IC      | Birmingham Fire         | 00:27   | London Monarchs             |

| Woche 5        | Woche 5 | Woche 5                     | Woche 5 | Woche 5                 |
| Datum          | Div.    | Heimteam                    | Erg.    | Auswärtsteam            |
| -------------- | ------- | --------------------------- | ------- | ----------------------- |
| 20. April 1991 | IC      | London Monarchs             | 45:70   | Montreal Machine        |
| 20. April 1991 | IC      | Frankfurt Galaxy            | 30:28   | Raleigh–Durham Skyhawks |
| 20. April 1991 | IC      | San Antonio Riders          | 22:14   | Barcelona Dragons       |
| 21. April 1991 | IC      | Orlando Thunder             | 06:31   | Birmingham Fire         |
| 22. April 1991 | IC      | New York/New Jersey Knights | 28:20   | Sacramento Surge        |

| Woche 6        | Woche 6 | Woche 6                     | Woche 6 | Woche 6                 |
| Datum          | Div.    | Heimteam                    | Erg.    | Auswärtsteam            |
| -------------- | ------- | --------------------------- | ------- | ----------------------- |
| 27. April 1991 | IC      | Frankfurt Galaxy            | 17:70   | Montreal Machine        |
| 27. April 1991 | IC      | Sacramento Surge            | 20:29   | Barcelona Dragons       |
| 27. April 1991 | NA East | New York/New Jersey Knights | 42:60   | Orlando Thunder         |
| 28. April 1991 | IC      | London Monarchs             | 35:10   | Raleigh–Durham Skyhawks |
| 29. April 1991 | NA West | Birmingham Fire             | 16:12   | San Antonio Riders      |

| Woche 7     | Woche 7 | Woche 7                 | Woche 7 | Woche 7                     |
| Datum       | Div.    | Heimteam                | Erg.    | Auswärtsteam                |
| ----------- | ------- | ----------------------- | ------- | --------------------------- |
| 4. Mai 1991 | IC      | Barcelona Dragons       | 11:60   | Birmingham Fire             |
| 4. Mai 1991 | IC      | Orlando Thunder         | 14:17   | Frankfurt Galaxy            |
| 4. Mai 1991 | IC      | Sacramento Surge        | 23:26   | Montreal Machine            |
| 5. Mai 1991 | NA East | Raleigh–Durham Skyhawks | 06:42   | New York/New Jersey Knights |
| 6. Mai 1991 | IC      | San Antonio Riders      | 15:38   | London Monarchs             |

| Woche 8      | Woche 8 | Woche 8                     | Woche 8 | Woche 8                 |
| Datum        | Div.    | Heimteam                    | Erg.    | Auswärtsteam            |
| ------------ | ------- | --------------------------- | ------- | ----------------------- |
| 11. Mai 1991 | IC      | Barcelona Dragons           | 17:70   | San Antonio Riders      |
| 11. Mai 1991 | IC      | New York/New Jersey Knights | 07:22   | London Monarchs         |
| 11. Mai 1991 | IC      | Orlando Thunder             | 45:33   | Sacramento Surge        |
| 12. Mai 1991 | IC      | Frankfurt Galaxy            | 10:30   | Birmingham Fire         |
| 13. Mai 1991 | NA East | Montreal Machine            | 15:60   | Raleigh–Durham Skyhawks |

| Woche 9      | Woche 9  | Woche 9                 | Woche 9 | Woche 9                     |
| Datum        | Div.     | Heimteam                | Erg.    | Auswärtsteam                |
| ------------ | -------- | ----------------------- | ------- | --------------------------- |
| 18. Mai 1991 | IC       | San Antonio Riders      | 27:10   | Montreal Machine            |
| 18. Mai 1991 | IC       | Sacramento Surge        | 21:45   | London Monarchs             |
| 19. Mai 1991 | European | Barcelona Dragons       | 03:10   | Frankfurt Galaxy            |
| 20. Mai 1991 | NA East  | Raleigh–Durham Skyhawks | 14:20   | Orlando Thunder             |
| 20. Mai 1991 | IC       | Birmingham Fire         | 24:14   | New York/New Jersey Knights |

| Woche 10     | Woche 10 | Woche 10                    | Woche 10 | Woche 10           |
| Datum        | Div.     | Heimteam                    | Erg.     | Auswärtsteam       |
| ------------ | -------- | --------------------------- | -------- | ------------------ |
| 25. May 1991 | IC       | Frankfurt Galaxy            | 13:24    | Sacramento Surge   |
| 25. May 1991 | IC       | Raleigh–Durham Skyhawks     | 07:28    | Birmingham Fire    |
| 25. May 1991 | IC       | New York/New Jersey Knights | 38:90    | San Antonio Riders |
| 27. Mai 1991 | European | London Monarchs             | 17:20    | Barcelona Dragons  |
| 27. Mai 1991 | NA East  | Montreal Machine            | 27:33    | Orlando Thunder    |

### Tabellen
|    |                   | S | N | U | SQ    | P+  | P−  |
| -- | ----------------- | - | - | - | ----- | --- | --- |
| 1. | London Monarchs   | 9 | 1 | 0 | 0.900 | 310 | 121 |
| 2. | Barcelona Dragons | 8 | 2 | 0 | 0.800 | 206 | 126 |
| 3. | Frankfurt Galaxy  | 7 | 3 | 0 | 0.700 | 155 | 139 |

|    |                             | S | N  | U | SQ    | P+  | P−  |
| -- | --------------------------- | - | -- | - | ----- | --- | --- |
| 1. | New York/New Jersey Knights | 5 | 05 | 0 | 0.500 | 257 | 155 |
| 2. | Orlando Thunder             | 5 | 05 | 0 | 0.500 | 242 | 286 |
| 3. | Montreal Machine            | 4 | 06 | 0 | 0.400 | 145 | 244 |
| 4. | Raleigh–Durham Skyhawks     | 0 | 10 | 0 | 0.000 | 123 | 300 |

|    |                    | S | N | U | SQ    | P+  | P−  |
| -- | ------------------ | - | - | - | ----- | --- | --- |
| 1. | Birmingham Fire    | 5 | 5 | 0 | 0.500 | 140 | 140 |
| 2. | San Antonio Riders | 4 | 6 | 0 | 0.400 | 176 | 196 |
| 3. | Sacramento Surge   | 3 | 7 | 0 | 0.300 | 179 | 226 |

Legende: Siege, Niederlagen, Unentschieden, SQ Siegquote, P+ erzielte Punkte, P− gegnerische Punkte,.
- Die New York/New Jersey Knights gewannen die North American East Division auf Grund des besseren direkten Vergleichs gegen Orlando Thunder.
- Die Barcelona Dragon qualifizierten sich als bester Zweitplatzierter („Wild Card“).

## Play-offs

### Halbfinale
Birmingham Fire hatte den anderen nordamerikanischen Divisionsieger mit 5-5 Bilanz, die Knights, im direkten Vergleich geschlagen, damit als Divisionssieger Heimrecht bekommen gegen die Gewinner der Wildcard als beste Zweitplatzierte, die Dragons, die eine 8-2 Bilanz mitbrachten und nach der Weltfinalniederlage eine Gesamtbilanz von 9-3 aufwiesen. Das erste Halbfinalergebnis am 1. Juni 1991 fiel mit 10-3 ähnlich mager aus; die Gäste brachten nur im zweiten Viertel zwei Punkterfolge zustande, die Platzherren konnten im gut besetzten Stadion erst im Schlussviertel Punkte durch Fieldgoal erzielen.
Die Monarchs hatten als bester Divisionssieger mit 9-1 zwar Heimrecht, aber das Wembley-Stadion war am 2. Juni 1991 durch ein Fußballspiel um den Aufstieg blockiert. Zudem kam der Wildcardsieger aus derselben Division, hatte eine ähnlich gute Saisonbilanz, und in der Vorwoche sogar die Monarchs in Wembley geschlagen; eine Wiederholung dieser Paarung sollte erst im Finale möglich werden. Es wurde der nominell schwächste Playoffteilnehmer als Gegner angesetzt und somit ein drittes Spiel Monarchs gegen Knights terminiert, wozu in deren Heimstadion in New Jersey ausgewichen wurde, London aber nominell Gastgeber blieb. Das Giants Stadium war nur schwach besucht, die Zuschauer verpassten dabei eine zunächst wirksame „Run & Shoot“ Angriffstaktik von dessen Erfinder, Coach Mouse Davis. Die Knights gingen nach zwei Niederlagen gegen die Monarchs erstmals in Führung, mit 17:0 deutlich, und waren auch bei Halbzeit noch 20:14 vorne. Sie hatten im letzten Viertel beim knappen Rückstand von 26:28 noch zweimal aussichtsreich Ballbesitz. Aber Fumble und Interception führten stattdessen zu weiteren Punkten für die Monarchs und diese zum „final at home“ in Wembley. London QB Stan Gelbaugh brachte 25 von 41 Pässen an den eigenen Mann, erzielte 391 yd und 5 TD, aber wie seinem Gegenpart unterliefen ihm 3 Fehlwürfe. Jeff Graham hatte mit nur 19 von 35 Würfen sogar 399 yards überbrückt, aber nur zwo Pässe führten in die Endzone.
|                       |                                            |  |                 |                          |                   |  |                                |
|                       | Birmingham, Alabama 1. Juni 1991 19:00 Uhr |  | Birmingham Fire | \| \| 3 : 10 \| \| \| \| | Barcelona Dragons |  | Legion Field Zuschauer: 37.590 |
| (0:0, 0:10, 0:0, 3:0) | Birmingham, Alabama 1. Juni 1991 19:00 Uhr |  | Birmingham Fire |                          | Barcelona Dragons |  | Legion Field Zuschauer: 37.590 |
|                       | 3 : 10                                     |  |                 |                          |                   |  |                                |
|                       |                                            |  |                 |                          |                   |  |                                |

|                                       |                                                        |  |                 |                           |                             |  |                                  |
|                                       | East Rutherford, New Jersey 2. Juni 1991 20:00 Uhr EDT |  | London Monarchs | \| \| 42 : 26 \| \| \| \| | New York/New Jersey Knights |  | Giants Stadium Zuschauer: 23.149 |
| (0:3, 14:17, 14:6, 14:0) Spielbericht | East Rutherford, New Jersey 2. Juni 1991 20:00 Uhr EDT |  | London Monarchs |                           | New York/New Jersey Knights |  | Giants Stadium Zuschauer: 23.149 |
|                                       | 42 : 26                                                |  |                 |                           |                             |  |                                  |
|                                       |                                                        |  |                 |                           |                             |  |                                  |

### World Bowl '91
Das Finale zwischen den Siegern der Halbfinalspiele fand am Sonntag, 9. Juni 1991 im Londoner Wembley-Stadion statt, das den Monarchs auch als Heimspielstätte diente. Das Spiel wurde als World Bowl '91 vermarktet, heute wird es auch als World Bowl I bezeichnet. Die Monarchs hatten in der regular season nur ein Spiel verloren – gegen die Dragons. 
|                       |                                                           |  |                 |                          |                   |  |                                                         |
|                       | London, Vereinigtes Königreich 9. Juni 1991 17:30 Uhr BST |  | London Monarchs | \| \| 21 : 0 \| \| \| \| | Barcelona Dragons |  | Wembley-Stadion Zuschauer: 61.108 Referee: Bernie Kukar |
| (7:0, 14:0, 0:0, 0:0) | London, Vereinigtes Königreich 9. Juni 1991 17:30 Uhr BST |  | London Monarchs |                          | Barcelona Dragons |  | Wembley-Stadion Zuschauer: 61.108 Referee: Bernie Kukar |
|                       | 21 : 0                                                    |  |                 |                          |                   |  |                                                         |
|                       |                                                           |  |                 |                          |                   |  |                                                         |

Der Londoner Wide Receiver Dana Brinson fumbelte den ersten Kickoff, so dass die Dragons ihren ersten Spielzug an der 18-Yard-Linie der Monarchs starten konnten. Die Defense der Monarchs konnte die Dragons jedoch stoppen und eroberten nach einem verpatzten Field-Goal-Versuch den Ball. Kurz vor Ende des ersten Viertels gingen die Monarchs durch einen 59-Yard-Touchdown-Pass von Quarterback Stan Gelbaugh zu Jon Horton in Führung. Beim nächsten Ballbesitz der Dragons wurde Quarterback Scott Erney von Dan Crossman abgefangen, der den Ball zu einem weiteren Touchdown zurückbringen konnte. Crossman fügte später im zweiten Viertel eine weitere Interception hinzu und ermöglichte damit einen 14-Yard-Pass von Gelbaugh auf Judd Garrett, der London eine 21:0-Führung verschaffte.
Auch in der zweiten Halbzeit konnten die Dragons keine Punkte erzielen. Die Monarchs konnten er sich erlauben, kurz vor Ende den in London geborenen Running Back Victor Ebubedike ins Spiel zu bringen, er konnte drei Yards erlaufen.
Most Valuable Player des ersten World Bowls wurde Dan Crossman, der drei Interceptions gefangen hatte.

## Trivia
- Der Shutout (Sieg ohne Gegenpunkte) der Monarchs war der einzige in der Geschichte des World Bowls.